# Palaemnema dentata
Palaemnema dentata är en trollsländeart som beskrevs av Donnelly 1992. Palaemnema dentata ingår i släktet Palaemnema och familjen Platystictidae. Inga underarter finns listade i Catalogue of Life.